# Eriocaulon welwitschii
Eriocaulon welwitschii är en gräsväxtart som beskrevs av Alfred Barton Rendle. Eriocaulon welwitschii ingår i släktet Eriocaulon och familjen Eriocaulaceae. Inga underarter finns listade i Catalogue of Life.